# Colobocephalus costellatus
Colobocephalus costellatus is een slakkensoort uit de familie van de Diaphanidae. De wetenschappelijke naam van de soort is voor het eerst geldig gepubliceerd in 1870 door M. Sars.